# Сухоруков Віктор Іванович
Сухоруков Віктор Іванович (нар. 10 листопада 1951, м. Орєхово-Зуєво Московська область, РРФСР, СРСР) — радянський і російський актор театру і кіно. Заслужений артист Російської Федерації (2002). Народний артист Російської Федерації (2008). Кавалер ордена Дружби (2011). Лауреат багатьох кінофестивалів та кінопремій. 
Затятий прихильник путінського режиму, українофоб. Підтримує вторгнення Росії в Україну. З 7 січня 2023 року перебуває під санкціями РНБО за антиукраїнську діяльність.

## Біографія
Народився 10 листопада 1951 року в місті Орєхово-Зуєво.
1978 року закінчив Державний інститут театрального мистецтва (курс В. П. Остальського, педагог Л. Князєва) в Москві.

### Театральна діяльність
Працює у різних театрах, а також в антрепризі:
- 1979–1983 роки — Ленінградський державний академічний театр комедії.
- 1987–1993 роки — Ленінградський державний театр імені Ленінського Комсомолу (нині «Балтійський Дім»).
- 1994–1995 роки — Державний драматичний Театр на Літейному (Санкт-Петербург).
- 1995–2000 роки — Санкт-Петербурзький академічний театр комедії імені М. П. Акімова.
- 2000 рік — театральний проект агентства «БОГІС». (рос.).
- 2002 рік — Театр імені Моссовєта (Москва).
- 2003 рік — Державний академічний театр імені Є. Вахтангова (Москва), «Лір» У. Шекспір (блазень).
- 2003 рік — Театр на Малій Бронній (Москва), «Людина з ресторану» І. Шмельов (офіціант Скороходов).
- 2006 рік — «Театральне товариство 814» (Москва), «Сни Родіона Романовича».
- 2009 рік (прем'єра) — «Царство батька і сина» в театрі ім. Моссовета (Москва). Постановка, сценографія та сценарій Юрія Єрьоміна по драматичним творам А. К. Толстого. (царевич Федір)
- 2012 рік — Театральна компанія «Вільна сцена», «Старший син» О. Вампілов (Андрій Григорович Сарафанов) та ін.

### Ролі в кіно
У кіно почав зніматися з 1973 року, переважно в епізодичних ролях. Зустріч з режисером Олексієм Балабановим виявилася доленосною для актора. Ролі в фільмах «Щасливі дні» (1991, Він), «Замок» (1994, екранізація однойменного роману Франца Кафки; Помічник Землеміра), «Про виродків і людей» (1998, Віктор Іванович), а також роль Віктора Багрова в культових фільмах «Брат» (1997) і «Брат 2» (2000), принесли Сухорукову успіх, популярність і нові цікаві пропозиції. Всі ці картини Балабанова були представлені на міжнародних фестивалях і отримали кінопремії.
Всього в кіно і телесеріалах зіграно більше вісімдесяти ролей, у тому числі в картинах: «Магія чорна і біла» (1983, Кухтин, батько Сєви), «Бакенбарди» (1990, Віктор), «Комедія суворого режиму» (1992, зек Григорій Зуєв), в українському фільмі «Кульгаві увійдуть першими» (1992), «Всі мої Леніни» (1997), «Далекобійники» (2001, бухгалтер), «Оповідь про Федота-Стрільця» (2001, Точогонеможебути), «Антикілер» (2002, «Амбал»), «Гравці» (2002, фільм-спектакль), «Золотий вік» (2003, Граф Петро Олексійович Пален), «Шиза» (2004, доктор), «Богиня: як я полюбила» (2004, Віктор Іліазаровіч), «Нічний продавець» (2005, денний продавець), «Піжмурки» (2005, старший лейтенант міліції Степан Воронов («Лягавий»), «Не хлібом єдиним» (2005, Дроздов), «Острів» (2006, отець Філарет, настоятель монастиря), «Агітбригада „Бий ворога!“» (2007, Никанор Васильович Калінкін, контужений солдат), «Без вини винуваті» (2008, Шмага), «Синок» (2009, Ігор Павлович Смирнов), «Вівсянки» (2010, Веса Сергєєв), «... у стилі Jazz» (2010, режисер), «Гамлет. XXI століття» (2010, Озрік), «Донька якудзи» (2010, вчитель), «Фурцева» (2011, Микита Сергійович Хрущов), «Царство батька і сина» (2011, телеверсія вистави театру ім. Моссовета, цар Федір), «Weekend» (2012, слідчий), «Спокута» (2012, Франя), «22 хвилини…» (2014), «Орлеан» (2015, екзекутор) та ін.
Роль Павла I в фільмі Віталія Мельникова «Бідний, бідний Павло» (2003, за п'єсою Д. Мережковського «Павло I») стала для актора зоряною — принесла великий глядацький успіх і премії кількох кінофестивалів у номінації За найкращу чоловічу роль.
Яскравий характерний, ексцентричний і комедійний актор.
Працює на озвучуванні анімаційних фільмів («Мона Ліза, що спускається сходами» (1992), «Про барана і козла» (2004, козел), «Про Федота-стрільця, удалого молодця» (2008, цар), «Іван Царевич та Сірий Вовк» (2011, Перший міністр) тощо).
Озвучив «голос» поета Мандельштама (закадровий текст) у російському документально-ігровому фільмі режисера Романа Ліберова «Збережи мою мову назавжди»/(рос.) «Сохрани мою речь навсегда» (пам'яті поета Осипа Мандельштама, 2015).
Пише вірші.

### Фестивалі та премії
- 1992:
  - КФ російських фільмів в Онфлері — Приз за найкращу чоловічу роль (1992 «Комедія суворого режиму»)
  - КФ «Сузір'я» — Приз за найкращу чоловічу роль другого плану (1992 «Комедія суворого режиму»)
- 1994: КФ «Сузір'я» — Приз за найкращу чоловічу роль другого плану (1994 «Замок»)
- 1998:
  - Премія міністерства культури Естонії (1997 «Всі мої Леніни»)
  - МКФ «Балтійська перлина» в Ризі—Юрмалі — Спеціальний приз за виконання головної ролі (1997 «Всі мої Леніни»)
- 2002: КФ «Сузір'я» — Приз за найкращу чоловічу роль другого плану (2002 «Антикілер»)
- 2003:
  - Премія «Ніка» — Приз за найкращу чоловічу роль (2003 «Бідний, бідний Павло»)
  - Премія «Золотий Овен» За найкращу чоловічу роль (2003 «Бідний, бідний Павло»)
  - МКФ «Листопад» у Мінську — Приз за найкращу чоловічу роль (2003 «Бідний, бідний Павло»)
- 2004:
  - РКФ «Література і кіно» в Гатчині — Приз за найкращу чоловічу роль (2003 «Бідний, бідний Павло»)
  - МКФ дитячих фільмів в «Артеку» — Приз найкращому акторові (2003 «Бідний, бідний Павло»)
- 2006:
  - РКФ «Література і кіно» в Гатчині — Приз за найкращу чоловічу роль (2005 «Не хлібом єдиним»)
  - Премія «Ніка» — За найкращу чоловічу роль другого плану (2006 «Острів»)
  - Премія «Золотий орел» — За найкращу чоловічу роль другого плану (2006 «Острів»)
  - Премія «Білий Слон» Гільдії кінознавців і кінокритиків Росії — За найкращу чоловічу роль другого плану (2006 «Острів»)
- 2009: КФ «Московська прем'єра» — Приз за найкращу чоловічу роль імені Михайла Ульянова (2009 «Синку»)
- 2010: Премія «Золотий орел» — За найкращу чоловічу роль другого плану (2010 «Вівсянки»)

## Політичні висловлювання
В інтерв'ю ресурсу crimea.mk.ru, регіональному кримському відділенню видання "Московский комсомолец", на запитання, як він почувається в Криму після його анексії, Сухоруков відповів: «Сигнал к тому, что я никуда за границу-то и не улетал еще в симферопольском аэропорту был, когда я мимо этих пограничных будок, затихших и опустошенных, проходил… Но и раньше, когда я приезжал в Крым, у меня не было ощущения, что я где-то в другой стране, хотя понимал и уважал, что это территория другой страны. И то, что теперь Крым российский - так не случилось, не сложилось и не произошло, нет – это желание истории, это – желание времени! По-другому сказать не могу. Я счастлив.» 
В інтерв'ю ютьюб-каналу "Антоніми" на питання, хто з політиків краще, Сухоруков відповів: "Обаму я не знаю. А Путін краще. Це мій президент. Симпатичний, сильний, чудовий державний діяч".
В інтерв'ю російському ресурсу riafan.ru Сухоруков поділився своїм відношенням до рішення Путіна визнати самопроголошені штучні сепаратистські утворення на Сході України, так звані ДНР та ЛНР: «Конечно, поддерживаю! Поддерживаю обеими руками и признание, и дружбу народов, а главное - поддерживаю решение своего президента».

## Громадська позиція
Підтримав вторгнення Росії в Україну.

## Санкції
З 6 січня 2023 року Віктор Сухоруков перебуває під персональними санкціями України за підтримку вторгнення Росії в Україну.
Фігурант бази даних центру «Миротворець» (неодноразове незаконне перетинання державного кордону України; виправдання російської агресії; участь у заходах окупаційної влади в анексованому РФ Криму).